# Demir Demirkan
Demir Demirkan (né le 12 août 1972 à Adana, en Turquie) est un musicien turc, compositeur, ex-guitariste du groupe de thrash metal Mezarkabul. Il composa de nombreuses bandes originales de films et de téléfilms ainsi qu'une chanson récompensée lors du concours de l'Eurovision en 2003.

## Enfance et premiers pas dans la musique
Demir Demirkan commence à jouer de la guitare à l'âge de 13 ans. Il fait ses débuts dans diverses formations pendant ses années de lycée à Izmir. Il étudia l’anglais et les sciences sociales à l'Université Bilkent d'Ankara.
En 1990, Demir Demirkan rejoint le groupe stambouliote de heavy metal Pentagram, écrit les textes et intègre le groupe comme guitariste pour leur deuxième album, Trail Blazer.
En 1992, il s'installe aux États-Unis pour étudier la musique au MI-Musician's Institute à Hollywood.

## Carrière
En 1996, il retourne à Istanbul et travaille comme producteur, guitariste et compositeur pour divers artistes comme Şebnem Ferah et Sertab Erener. Demir rejoint de nouveau Pentagram en 1997 et enregistre avec eux l'album Anatolia.
Demir sort son premier album solo chez Sony Music en 2000. Les albums Dünya Benim et Istanbul 2004 (sorti chez Ulftone Music) suivirent en 2002 et 2004. Le dernier est sorti dans onze pays européens à la suite de sa tournée avec Mike Tramp (Whitelion).
Les chansons que Demir écrivit pour Sertab Erener rencontrèrent le succès en Europe et en Turquie. Une de ses chansons, “Everyway That I Can,” remporta le prix du concours de l'Eurovision en 2003 et fut vendu à près de 400 000 exemplaires dans le monde.
En 2003, il fut élu homme de l'année en Turquie et fut choisi comme modèle pour la campagne publicitaire de Lee-Jeans en Turquie.
L'un des travaux les plus remarquables de Demir Demirkan fut la musique composée pour le documentaire de Tolga Örnek « Gallipoli/Gelibolu » en 2005. La bande originale incluait des éléments de musique ethnique enregistrés en Turquie et des mélodies classiques enregistrées par un orchestre symphonique et une chorale en République Tchèque. L'album tiré de la bande originale du film sortit en Turquie et en Australie. Il signe la musique du film « Devrim arabaları » sorti en 2008 en Turquie.
Son quatrième Album "Ateş Yağmurunda Çırılçıplak" sort en 2007.
En 2008, Demir Demirkan et Sertab Erener s'engagèrent ensemble dans le projet d'un album novateur "Painted on Water" coproduit par Demir et Jay Newland, producteur qui remporta plusieurs Grammy Awards (Norah Jones' Come Away with Me).
Demir Demirkan continue une carrière solo en Turquie.
Demirkan a joué le rôle principal dans "Beş'i Bir Yerde", version turque de la série télévisée « La Vie à cinq », dont il a écrit les thèmes et le générique.

## Discographie
- 2000 - Demir Demirkan
- 2002 - Dünya Benim
- 2004 - İstanbul
- 2005 - Gelibolu (Bande originale du film Gallipoli/Gelibolu)
- 2007 - Ateş Yağmurunda Çırılçıplak